# Station Whimple
Whimple is een spoorwegstation van National Rail in East Devon in Engeland. Het station is eigendom van Network Rail en wordt beheerd door South Western Railway. 